# لارا تیتر
لارا تیتر (زاده ۳ فوریه ۱۹۵۵) یک رقصنده، بازیگر، خواننده، کارگردان تئاتر و استاد کالج آمریکایی است. او در گاتری، اوکلاهاما به دنیا آمد. او اولین کار خود را در تئاتر برادوی در موزیکال کوتاه ۱۹۸۰ مبارک سال نو انجام داد، سپس موزیکال کوتاه مدت دیگری، که اقتباسی از تئاتر هفت عروس برای هفت برادر بود در سال ۱۹۸۲ اجرا کرد.